# Janseodes aenigmatica
Janseodes aenigmatica är en fjärilsart som beskrevs av Swinhoe 1885. Janseodes aenigmatica ingår i släktet Janseodes och familjen nattflyn. Inga underarter finns listade i Catalogue of Life.